# ジーゲン＝ヴィトゲンシュタイン郡
ジーゲン＝ヴィトゲンシュタイン郡 (ドイツ語: Kreis Siegen-Wittgenstein) は、ドイツ連邦共和国ノルトライン＝ヴェストファーレン州南東部の郡で、ヴェストファーレンの最も南に位置している。本郡はアルンスベルク行政管区に属しており、ヴェストファーレン＝リッペ地域連合に加盟している。郡庁所在地はジーゲンである。この郡は、1975年1月1日にジーゲン郡とヴィトゲンシュタイン郡の権利継承者として成立した。

## 地理

ジーゲン＝ヴィトゲンシュタイン郡の地形図

### 位置
ジーゲン＝ヴィトゲンシュタイン郡は、北はロタール山地、南はヴェスターヴァルトを境界としている。郡域の東部は、自然の境界がないまま北ヘッセン地方に続いている。主要な河川は、西部のジーク川、東部のラーン川およびエーダー川である。郡域全体が上位地理概念であるライン・シーファー山地に属している。本郡は、北西に隣接するザウアーラントと同様に中低山地風の性格を呈している。本郡はドイツで最も森林の豊かな郡である。全面積の 71 % を森林が占めている。これは森林調査によって確認されたもので、推定値よりもかなり大きかった。合計 8万ヘクタールの森が郡内に存在する。このうち 57 % が自然林である。

### ジーゲン＝ヴィトゲンシュタイン郡の中心
ロタール山地内、エーダーコプフ西側のエーダー川水源近くに地理上のジーゲン＝ヴィトゲンシュタイン郡の中心点がある。大きなオークの木の近くの巨石によってここが郡の中心であることが示されている。その情報板には以下のように記されている: 「ジーゲン＝ヴィトゲンシュタイン郡の中心点。2008年7月18日にラジオ・ジーゲンのリスナーによって突き止められた。」この場所から約 1,150 m 南西の、ロタールシュタイク（登山・遊歩道）沿いの高度 592.9 m の地点にホーエンロート旧営林署がある。この建物は現在、山小屋兼森のインフォメーションセンターとして利用されている。

### 隣接する郡
ジーゲン＝ヴィトゲンシュタイン郡は、北西から時計回りに以下の郡と境を接している: オルペ郡およびホーホザウアーラント郡（ともにノルトライン＝ヴェストファーレン州）、ヴァルデック＝フランケンベルク郡、マールブルク＝ビーデンコプフ郡、ラーン＝ディル郡（以上、ヘッセン州）、ヴェスターヴァルト郡、アルテンキルヒェン郡（ともにラインラント＝プファルツ州）。

## 歴史
ジーゲン＝ヴィトゲンシュタイン郡は、ザウアーラント/パーダーボルン法に基づき、1975年1月1日にバート・ベルレブルク、ブールバッハ、エルンテブリュック、フロイデンベルク、ヒルヒェンバッハ、クロイツタール、ラースフェ、ネトフェン、ノイキルヒェン、ジーゲン、ヴィルンスドルフで構成された。それまでの権利所有者ジーゲン郡とヴィトゲンシュタイン郡は廃止された。合併後の名称に旧郡名のジーゲン郡がそのまま一方的に用いられることに対してヴィトゲンシュタイン地方の住民から不満が述べられたことにより、1984年1月1日に「ジーゲン＝ヴィトゲンシュタイン郡」と改名された。
ジーゲン郡の地域にはすでに紀元前からケルト人が住み着いていた。早くも約2500年前には豊富な鉄鉱石を基盤として集中的に採鉱、製鉄業が営まれていた。この時代のケルト文明の西ヨーロッパでは、ジーガーラントは大変重要な場所であった。精錬には火力燃料として大量の木材が必要であった。考古学研究によれば、この地域は森の乱伐によって紀元100年から800年頃までの間に過疎化していった。カール大帝の時代にフランク人が現在のジーガーラントに入植した。この頃からハイガー/ディレンブルク地方の諸侯（オラニエ＝ナッサウ家）がこの地を支配した。この領主家は後のルクセンブルクおよびオランダの支配者と密接な関係にあった。沈黙公ヴィルヘルムは、スペインの支配からオランダを解放するために、ヒルヒェンバッハ近郊のギンスブルクに兵を集めた。
ジーガーラントは中世の間マインツ選帝侯に属し、鉱業と鉄生産の地として大いなる重要性を再び獲得した。鉄の生産は1960年代まで営まれていた。ジーゲン＝ヴァイスヴァイトの南ヴェストファーレン特殊鋼などの150年を超える古い鉄鋼業者が現在も生産を行っている。
ジーガーラントの方言は、言語学者によれば、モーゼルフランクの北東部方言である。現在ジーガーラントが属すヴェストファーレン地方との文化的なつながりは限定的である。オルペ郡とジーゲン＝ヴィトゲンシュタイン郡との境界の森の中にフランク人とザクセン人の防衛拠点が認められている。
ヴィトゲンシュタインの方言は、ジーガーラント方言とは対照的にオーバーヘッセン地方の言語領域に属している。
ヴィトゲンシュタイナー・ラントは中世後期から近世にかけてヴィトゲンシュタイン伯の一部で、最終的にはザイン＝ヴィトゲンシュタイン家とザイン＝ヴィトゲンシュタイン＝ホーエンシュタイン家に分割された。その後1806年にはヘッセン＝ダルムシュタット侯領となった。両領域の住民たちはかつての領主に引き続き税を納めながら、新たな領主であるヘッセン＝ダルムシュタット家にも税を支払わなければならなくなった。これはすでに経済的に恵まれない住民のさらなる貧困化を招いた。
プロイセン王国によるこの地方の併合後、ジーガーラントとヴィトゲンシュタインは、ニーダーライン州のコブレンツ県に属した。ルートヴィヒ・フォン・ヴィンケによる新制度下でこの郡はヴェストファーレン州アルンスベルク県に再編された。

## 住民

### 人口推移
| 年   | 人口（人） |
| ---- | ---------- |
| 1975 | 289,100    |
| 1980 | 286,206    |
| 1985 | 278,506    |
| 1990 | 288,922    |
| 1995 | 299,336    |
| 2000 | 296,256    |
| 2005 | 291,372    |
| 2010 | 282,681    |
| 2015 | 280,880    |

## 行政

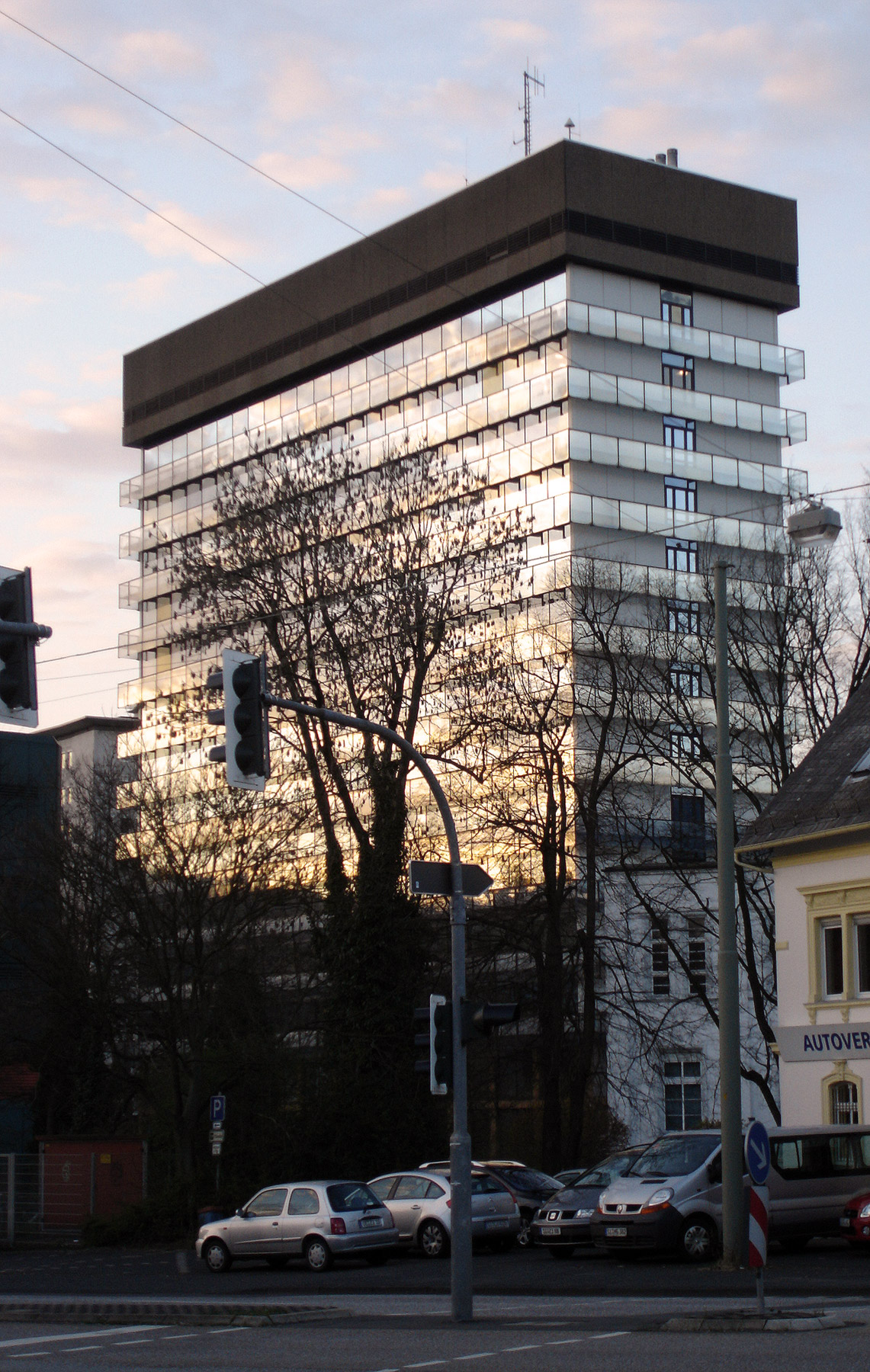
ジーゲン＝ヴィトゲンシュタイン郡庁舎

### 郡議会
2020年9月13日の郡議会選挙により 54議席の郡議会は以下の政党に分配された。
| 政党      | 得票率 (%) | 議席数 |
| --------- | ---------- | ------ |
| CDU       | 33.66      | 18     |
| SPD       | 29.99      | 16     |
| Grüne     | 14.05      | 8      |
| AfD       | 6.72       | 4      |
| FDP       | 6.08       | 3      |
| UWG       | 5.97       | 3      |
| Die Linke | 3.53       | 2      |

### 郡長
郡長はアンドレアス・ミュラー (SPD) である。彼は2014年6月15日の決選投票で約 59.48 % の票を獲得して、当時現職のパウル・ブロイアー (CDU) に勝利した。
ジーゲン＝ヴィトゲンシュタイン郡の過去の郡長は以下の通り:
- ヘルマン・シュミット（1964年 - 1983年）SPD、1975年以前はジーゲン郡の郡長であった。
- ハンス＝ユルゲン・バイネーケ（1983年 1984年）CDU
- ヒルマー・ゼレ（1984年）SPD
- ヴァルター・ニーンハーゲン（1984年 - 1999年）SPD
- エルマー・シュナイダー（1999年 - 2003年）CDU
- パウル・ブロイアー（2003年 - 2014年）CDU

上級郡事務総長
- カールハインツ・フォルスター（1972年 - 1999年）SPD、1975年以前はジーゲン郡の上級郡事務総長

### 紋章
1975年に設立されたジーゲン＝ヴィトゲンシュタイン郡のために紋章が制作された。
当初は新しい郡と同名であった旧ジーゲン郡の紋章が転用された。ジーゲン＝ヴィトゲンシュタイン郡に改名された後、向かって右半分に旧ヴィトゲンシュタイン郡の紋章の地色が採用され、銀地（白地）に坑内灯とナイフが黒で描かれた。
1999年10月1日以降有効となった現在の紋章は、向かって右にはナッサウの獅子が描かれている。向かって右は1975年にすでに行われた郡域再編で編入されたヴィトゲンシュタイン郡の紋章が取り込まれた。下部には鉱業のシンボルとして坑内灯と林業のシンボルとしてナイフがジーク郡の紋章から採用された。

## 文化と見所

### 建築物

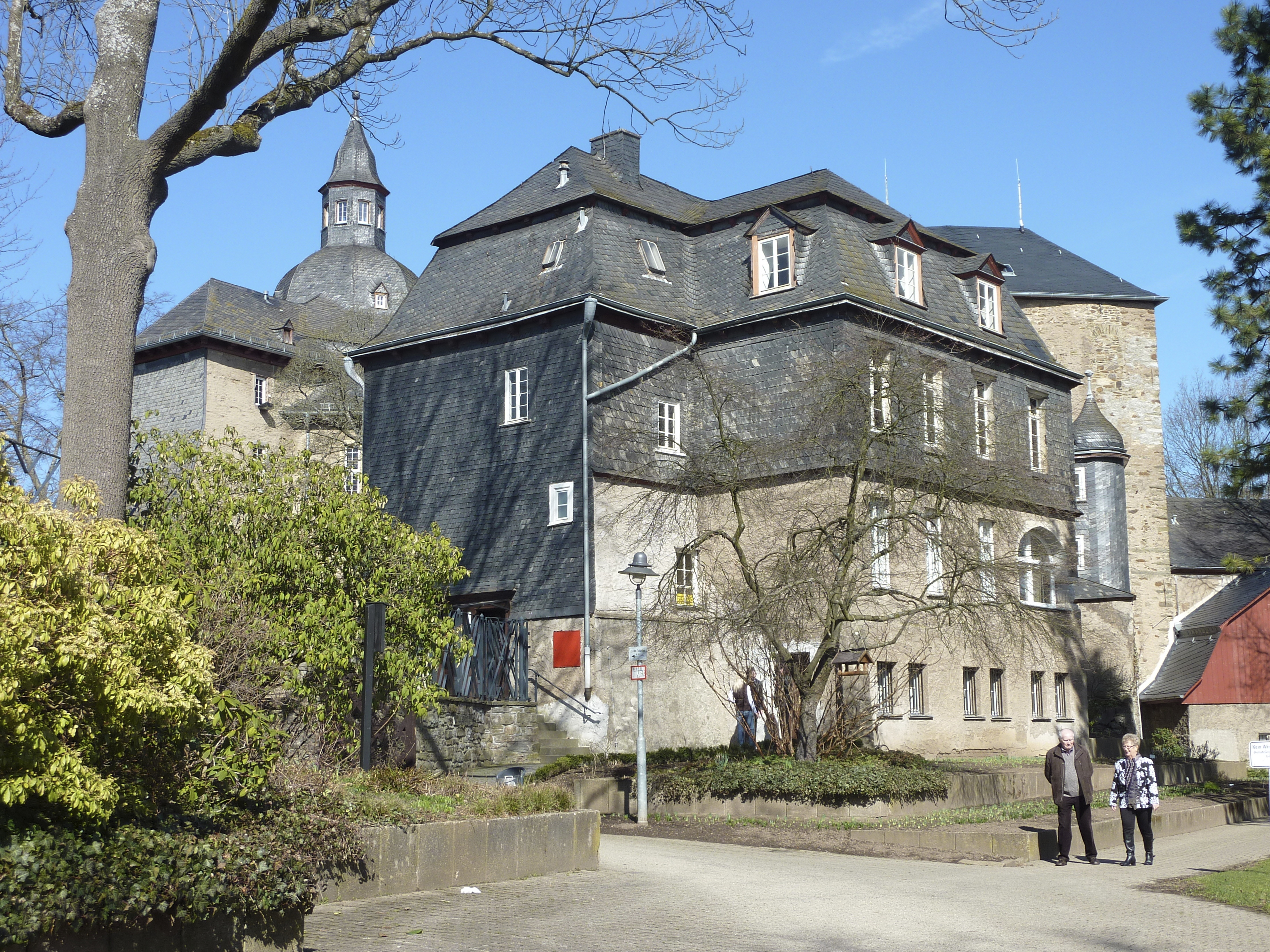
オーベレス・シュロス

#### ジーゲンのオーベレス・シュロス
ジークベルクの山城オーベレス・シュロス（上の城）は、1259年に初めて文献に記録されており、中世にはナッサウ家の一族の主城であった。1905年からここにはジークラント博物館が入居している。ここには（人工的に造られた）観光用坑道などの地域史を語るものの他に、数多くの絵画も収蔵されている。その重点は、ジーゲンの最も有名な出身者であるペーテル・パウル・ルーベンスの作品に置かれている。さらにナッサウおよびオラニエ家の膨大な肖像画コレクションがある。屋階は、19世紀の住居文化に充てられている。ジーガーラントのキッチン、ビーダーマイヤー時代の寝室や数多くの家具がこの地域の生活を彷彿とさせる。

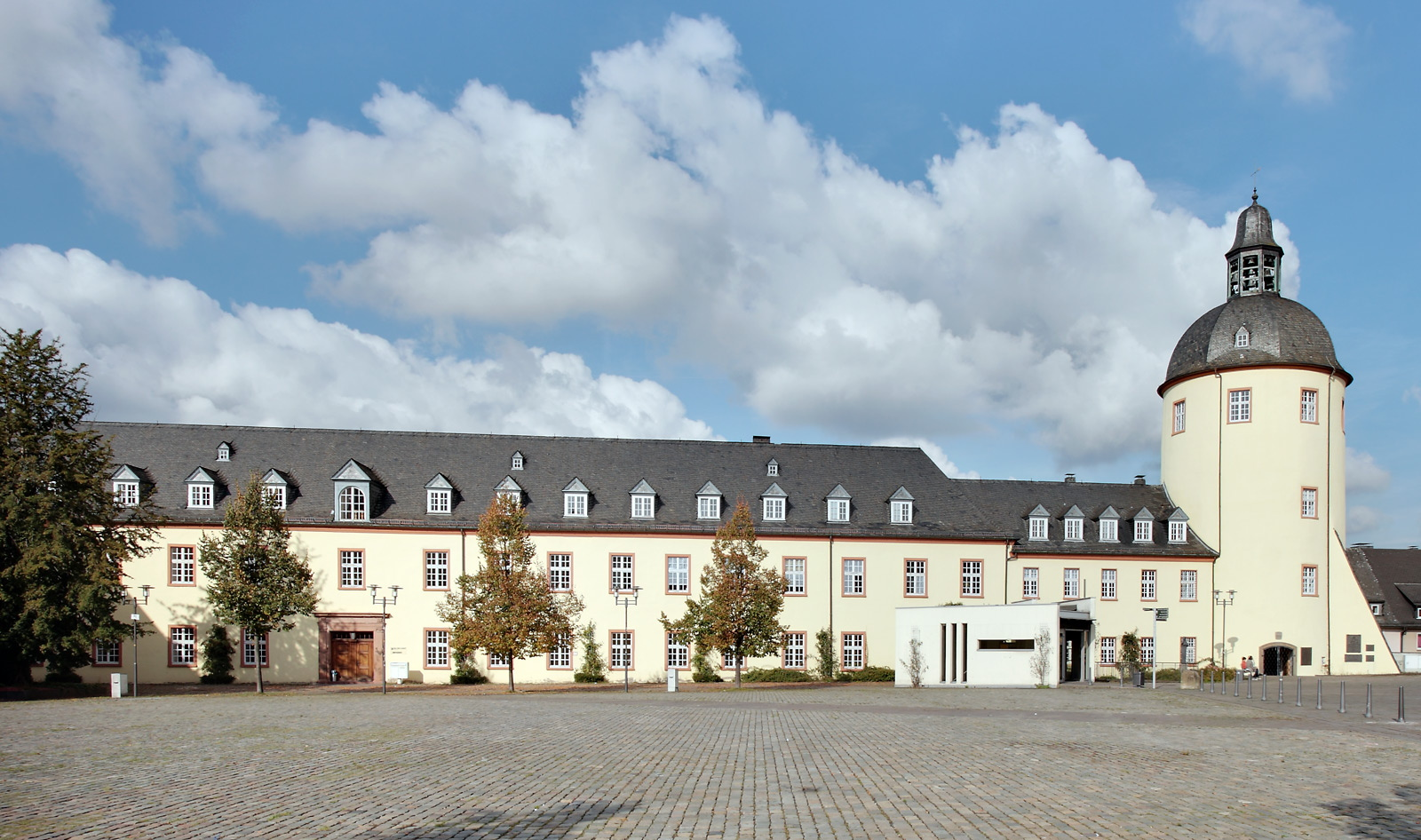
ウンテレス・シュロス

#### ジーゲンのウンテレス・シュロス
17世紀末に現在の開放的で正方形に近い形の建築様式によるウンテレス・シュロス（下の城）が建設された。ナッサウ＝ジーゲン家の福音主義家系はここに住んだ。鐘を有する「ディッケ塔」もこの城館に付属している。ジーゲン市は、1959年に戦争と暴力による犠牲者のための記念碑を建立した。この城館内には、ナッサウ侯家福音主義系の廟所もある。
2010年代までこの城館は地域の役所として使われており、城館内にジーゲン労働裁判所、ノルトライン＝ヴェストファーレン州不動産管理局、州のジーゲン環境局、労働基準監督署、アッテンドルン刑務所ジーゲン分所が入居していた。やがて敷地の大部分はジーゲン大学のキャンパスとして利用されるようになった。必要とされる改修工事が完了した近年ますますこうした利用が拡大している。

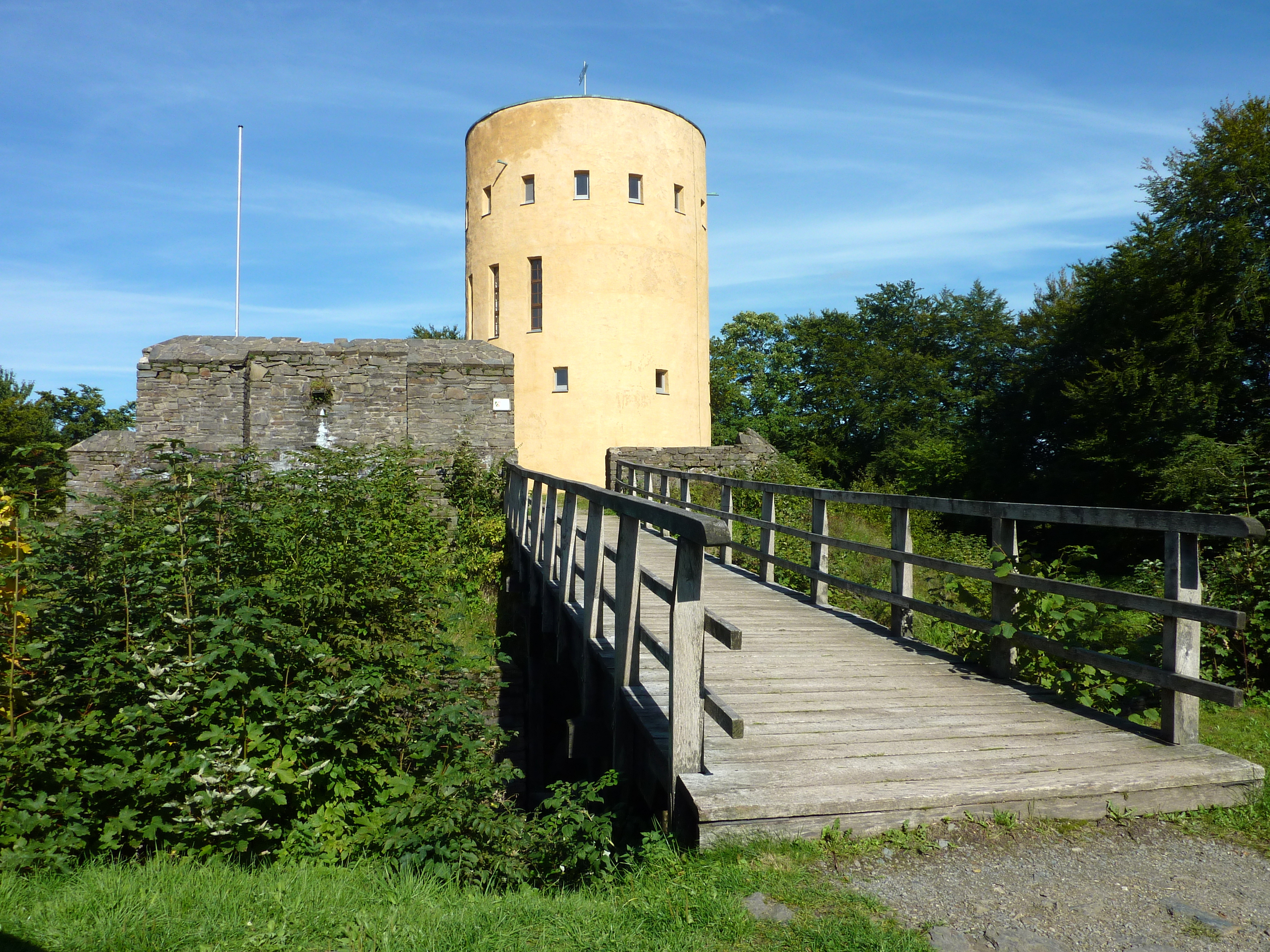
ギンスブルク

#### ギンスブルク
ヒルヒェンバッハ市内の高台に位置するギンスブルク城は1255年にナッサウの国境防衛のために建設された。1568年にヴィルヘルム1世がこの城でオランダ解放の計画を立案し、最終の行軍準備を行ったことで歴史上重要な城である。ギンスブルクの野原は、ナッサウ伯ルートヴィヒが率いる第三軍団の集合地点であった、すなわち、ギンスブルク、ひいてはヒルヒェンバッハがオランダ解放闘争の出発点であった。現在は復元されたベルクフリートだけが完全な形で存在しており、他の施設は遺跡の形になっている。

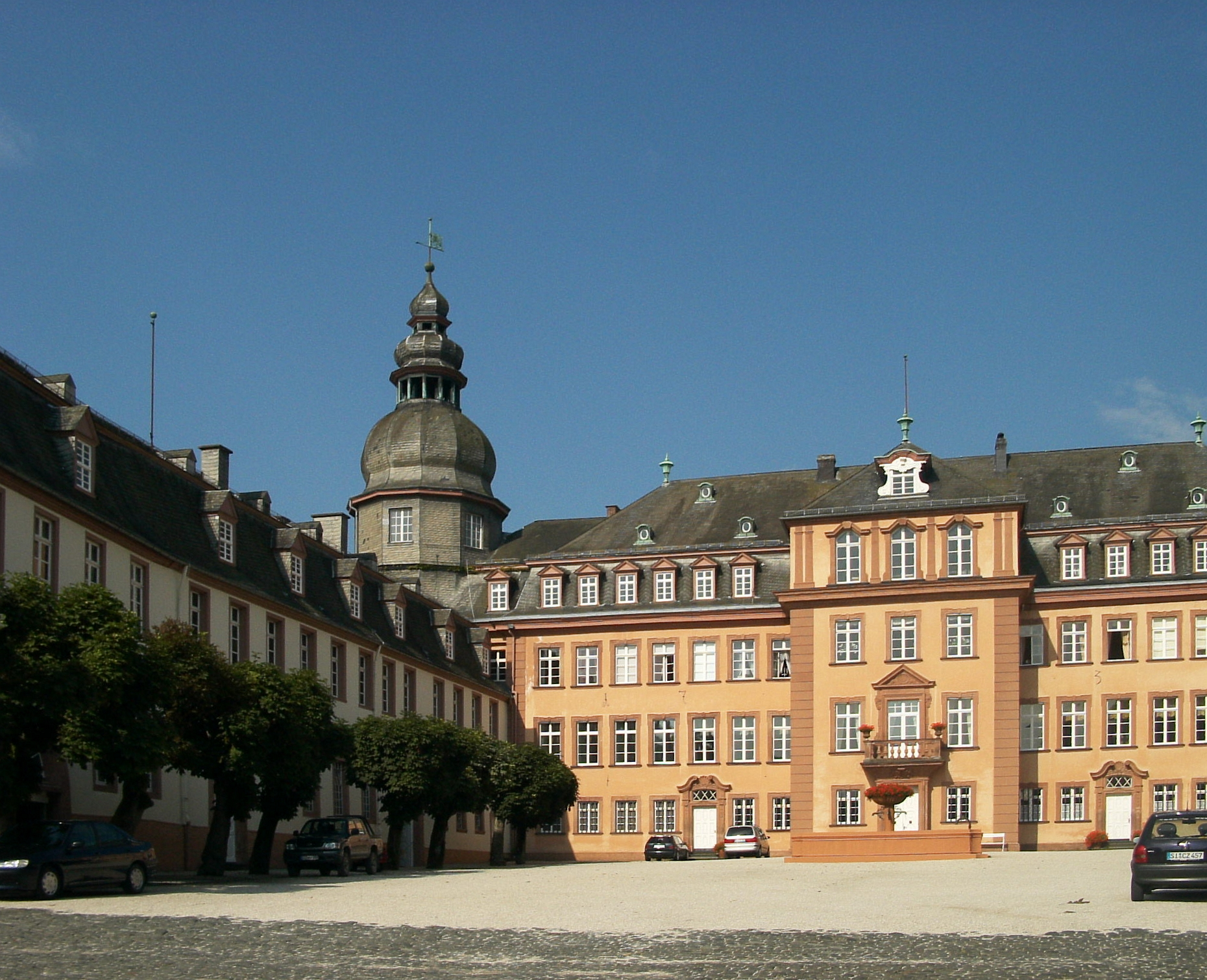
ベルレブルク城

#### バート・ベルレブルク城
ベルレブルク城は13世紀に山城として建設された。1258年3月30日にこの城館はジークフリート1世伯と修道院管財人アドルフ1世フォン・グラーフシャフトに移譲された。ヴィデキント・フォン・グラーフシャフトによるベルレブルクの二重支配は、1332年に彼がこの街に対する自らの権利をヴィトゲンシュタイン伯ジークフリート2世に対して放棄したことで終結した。その後、この最後のヴィトゲンシュタイン伯家当主が断絶し、娘婿のザレンティン・フォン・ザインがその遺領を相続した。彼はザイン＝ヴィトゲンシュタイン家を創設した。
1555年から1557年まで3階建ての城館北翼が増築された。1585年には楼門が建設された。カジミール伯統治時代の1731年から1733年に4階建ての中翼が建設された。この建物は1902年に再度改築された。1732年から1739年までユリウス・ルートヴィヒ・ロートヴァイルの設計に基づいてベルレブルク城館のコール・ド・ロジが建造された。フリードリヒ・フォン・ティールシュは1912年の改築の際に側面に並ぶ塔を増築し、階段室を改造した。この城館は現在、一族の所有物である。

#### ヴィトゲンシュタイン城
1187年に「ヴィデキンディヒシュタイン」という城砦が記録されている。バッテンベルク家は、この城砦施設によってラーン川上流域のヴィトゲンシュタイナー・ラントに対する影響力を保持していた。1238年、ヴィデキント1世の息子たちによって、バッテンベルク家はバッテンベルク系とヴィトゲンシュタイン系に分裂した。ヴィトゲンシュタイン城とラースフェ市はジークフリート1世のものとなり、彼はこれ以後ヴィトゲンシュタイン伯を称する。1359年にヴィトゲンシュタイン家の男系が断絶した後、ザイン＝ヴィトゲンシュタイン家がこの城を相続した。三十年戦争の間、1634年に占領され大きな損害を被ったが、修復された。侯はその後シュヴァルツェナウ城に移り、城内には寄宿舎付き学校の寮が設けられた。1960年代にヴィトゲンシュタイン城はギムナジウムに転用された。
城館の変則的な三翼構造は、全長約125メートルに達する。この建物はいくつもの建築部分によって構成されており、統一した建築様式を示してはいない。建物の多くの部分は、ルネサンス様式とバロック様式に分類される。

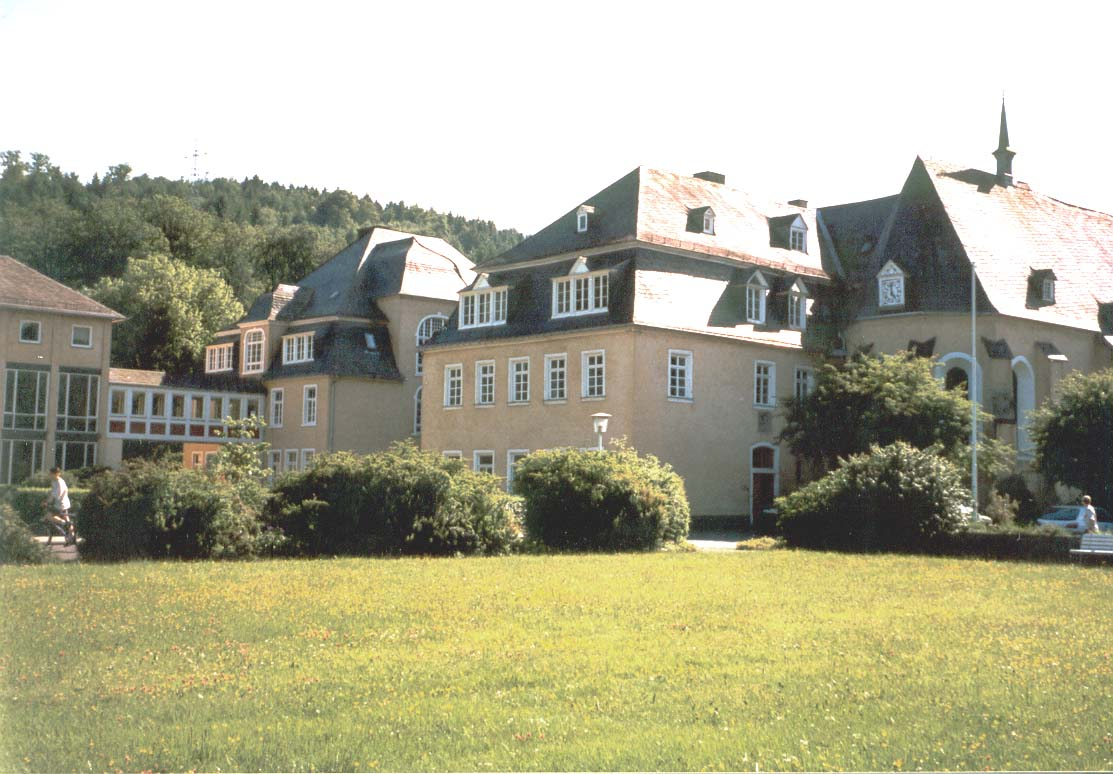
ケッペル修道院

#### ケッペル修道院
ヒルヒェンバッハ＝アレンバッハ近郊の、旧プレモンストラート修道会ケッペル女子修道院は、ジーガーラントで最も重要なバロックの宝の1つである。特に注目すべきは、バロック様式の調度を持つロマネスク＝ゴシック様式の修道院教会、ノイエ・ハウス、集会ホール、小さな修道院博物館である。
ケッペルは1239年以前にフリードリヒ・フォン・ハインによって創設され、ナッサウ＝オラニエ伯/侯家や、後にはプロイセン王家の庇護の下に存続した。宗教改革後ケッペルは女学校を有する貴族女性の婦人財団となり、後にオーバーリツェウム（高等女学校）および女教師セミナーとなった。現在のケッペル修道院は、交流館やゲストハウス、小さな博物館を有するギムナジウムとなっている。

#### ブランテンバッハタール堰
ヒルヒェンバッハ＝ダールブルッフとヒルヒェンバッハ＝アレンバッハとの間にブライテンバッハタール堰がある。その堰止め湖はジーガーラントに水を供給している。ここは多くのハイキング路が整備されている。

#### マルティン教会
ネトフェンのマルティン教会は、13世紀のハレンキルヒェである。日没時から夜間にはロマネスク様式の教会塔がライトアップされる。

#### オーバーナウタール堰
ネトフェン＝ブラウアースドルフのオーバーナウタール堰は、1500万立方メートの貯水量を持つジーガーラント最大の飲料水貯水池である。谷の堰堤の周囲を完全に巡回する全長約 9.6 km の実用道路は遊歩道としても利用されている。高台には紀元前500年以降のラ＝テーヌ時代の避難城砦で祭祀場であったアルテン・ベルク（海抜 632.9 m）を戴いている。毎年12月31日には、ここで市民マラソン大会が開催される。

#### ハインヒェン城
ネトフェン＝ハインヒェンには復元された水城ハインヒェン城がある。

#### ヴィーゼント＝ヴィルトニス
バート・ベルレブルク近郊ヴィーゼント＝ヴィルトニス（直訳すると「ヨーロッパバイソンの荒野」）に、ドイツでは何千年も前に絶滅した野生のヨーロッパバイソンの群がいる。この種の保存プロジェクトはドイツ全土でもユニークな試みである。

### 文化
ジーゲン＝ヴィトゲンシュタイン郡の「クルトゥール!ビューロ」は、毎年聖霊降臨祭にヒルヒェンバッハ近郊のギルラーでカルチャーフェスティバル「クルトゥールプール」を開催している。
ヒルヒェンバッハに本拠地を置く南ヴェストファーレン・フィルハーモニーは50年前から、この地域のみならず国外でもクラシック音楽愛好家を楽しませている。2006年から2007年にかけてこのオーケストラは中国で客演した。首席指揮者のチャールズ・オリヴィエリ＝マンロー（2011年/2012年シーズンから契約している）が率いるこのオーケストラはその多彩なレパートリーで聴衆を驚かせている。
ディルダップも1982年以来ジーゲン＝ヴィトゲンシュタインの文化シーンに確固たる地位を築いている。

## 経済と社会資本

### 交通

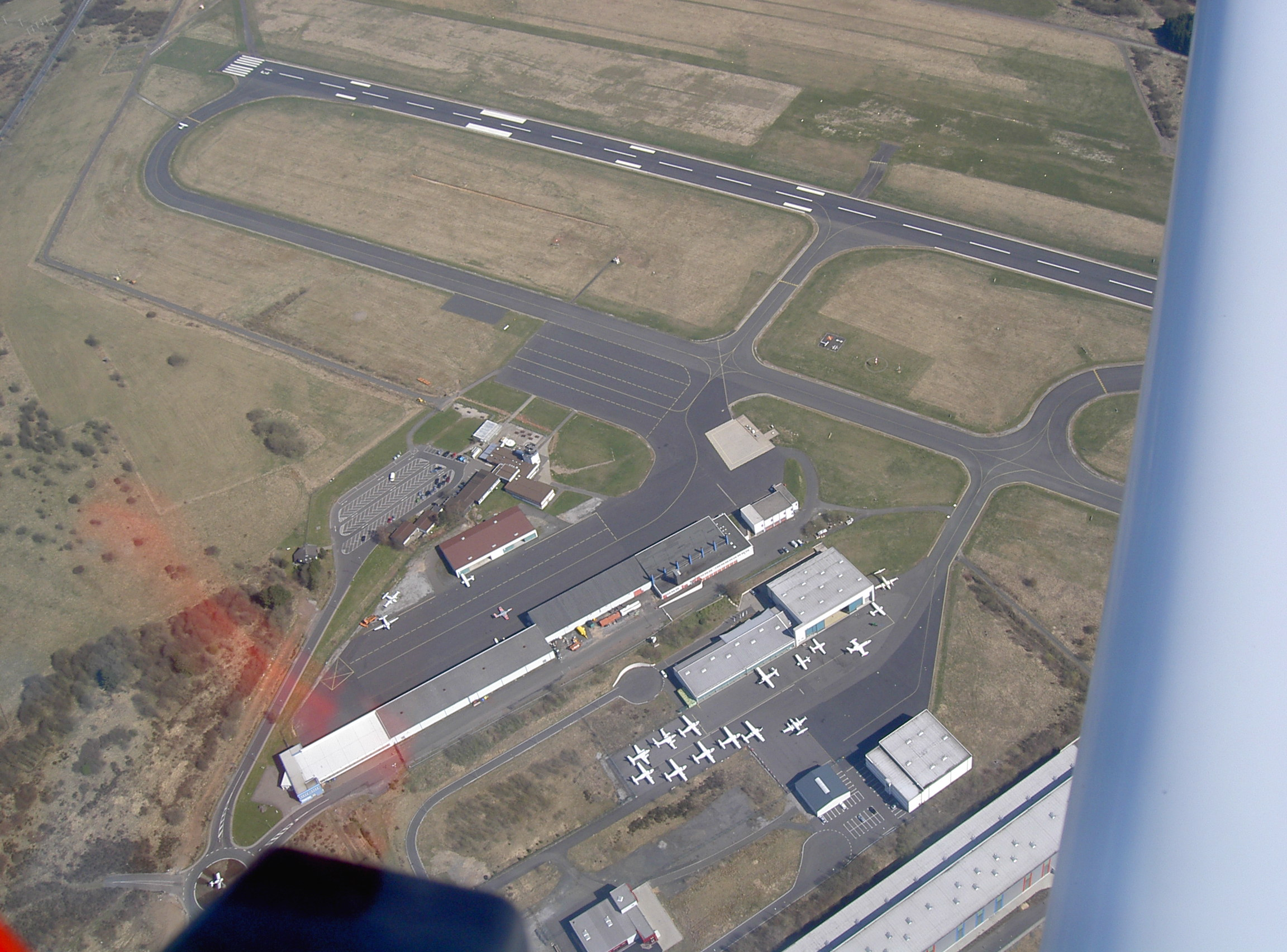
ジーガーラント空港

#### 航空
ブールバッハ近郊のリッパー・ヘーエにジーガーラント空港がある。また、デュッセルドルフ、ドルトムント、フランクフルト・アム・マイン、ケルンの空港を介して世界的な航空路が展開されている。

#### 鉄道、バス
ジーゲン＝ヴィトゲンシュタイン郡は、以下の6つの鉄道路線で結ばれている。
- 複線電化されたルール＝ジーグ線。この路線を次の列車が運行している。
  - ルール＝ジーク＝エクスプレス (RE 16)
  - ルール＝ジーク＝バーン (RB 91)
- ロタール鉄道 (RB 93)
- オベーレン・ラーンタール鉄道 (RB 94 / RMV-Linie 43)
- 複線電化されたディル線。この路線を次の列車が運行している。
  - マイン＝ジーク＝エクスプレス (RE 99)
  - ジーク＝ディル＝バーン (RB 95)
- ヘラータール鉄道 (RB 96)
- 複線電化されたジーク線。この路線を次の列車が運行している。
  - ライン＝ジーク＝エクスプレス (RE 9)
  - ヴェスターヴァルト＝ジーク＝バーン (RB 90)

すべての公共旅客交通 (ÖPNV) はヴェストファーレン南交通会社 (VGWS) の運賃およびNRW運賃の運賃領域越境料金が適用される。
本郡自身も交通会社「ジーゲン＝ヴィトゲンシュタイン郡営鉄道」を運営している。ジーゲン＝ヴァイデナウには工業企業が利用するためのネトフェンまでの路線が存在している。ネトフェンからさらにドイツやヴェルテンバッハまでの路線は2004年に完全に廃止された。2009年には廃線となった路線のレールや枕木が完全に撤去された。
廃止された鉄道路線はこの他に、郡北部のバート・ベルレブルクからハッツフェルト (エーダー)を経由してフランケンベルクに至る路線およびエルンテブリュックからキルヒフンデムにいたる路線、郡西部のオルペからフロイデンベルクを経由してベッツドルフに至る路線がある。

#### 道路
ジーゲン＝ヴィトゲンシュタイン郡は以下のアウトバーンによって結ばれている。
- A45号線（E40/E41号線）ドルトムント - アシャッフェンブルク（ザウアーラント線）
- A4号線（E40号線）ケルン - クロイツタール（ジーゲン＝ニーダーシェルデンまでヒュッテンタール街道となる）

接続道路 AS28号線のヴェンデンとクロイツタールとの間にA4号線が新たに建設された。この道路はクロイツタールのクロムバッハ地区の高台ではヒュッテンタール街道（連邦道 B54/B62号線）を経由している。この12 km の区間には8つの谷を越える橋と10の立体交差がある。
郡域北部を通ってヘッセン州バート・ヘルスフェルト近郊でA4号線につながるA4号線延長工事は賛否が分かれているが、2004年に発効した連邦交通計画に組み込まれておらず、計画から外されている。

### 水供給
ジーガーラントの水供給はジーゲン＝ヴィトゲンシュタイン水利連合 (WVS) が担っている。この団体は、全長 306 km の上水道を維持管理している。水道管の直径は 100 mm から 800 mm である。郡内には27か所のポンプ場があり、24か所の高架水槽に54,000立方メートルの水が保持されている。こうした高架水槽の1つが、たとえばジーゲンの「ビュルバッハー・コプフ」である。アイザーフェルダー通りの地下水取水場「ピュッツホルン」はポンプ場の1つである。後者は1939年から1940年に建造され、建築費用は25万ライヒスマルクであった。オーバーナウタール堰とブライテンバッハタール堰も水供給システムの1つに数えられる。

### エネルギー供給
郡内にはいくつかの風力発電所がある。出力 24 MW のヘッセルバッハ風力発電所（バート・ラースフェ）、ヒルヒェンバッハ市民風力発電所 (10 MW)、カルトアイヒェ/レールスベルク風力発電所（ヴィルンスドルフ、7.5 MW）、ヴァイゼンベルク北風力発電所（ブールバッハ）、オスターホルツ風力発電所（バート・ベルレブルク）などである。

### 経済
旧ジーゲン郡の経済は紀元前600年にまで遡る製鉄業と鉄加工業に支えられている。一方旧ヴィトゲンシュタイン郡地域では林業と温泉業が主要な産業である。さらにジーガーラントでは、自動車附属品の製造販売や、全国的に知られる2社を含むビール醸造業が重要である。後者にはドイツ最大の民間ビール醸造業者クロムバッヒャー・ブラウエライが含まれる。

### 市町村
ジーゲン＝ヴィトゲンシュタイン郡は11市町村からなる。このうち2市が中規模郡所属市、ジーゲンが大規模郡所属市である。
| 市 1. バート・ベルレブルク (Bad Berleburg, 18,833) 2. バート・ラースフェ (Bad Laasphe, 13,504) 3. フロイデンベルク (Freudenberg, 17,738) 4. ヒルヒェンバッハ (Hilchenbach, 14,714) 5. クロイツタール (Kreuztal, 31,251) 中規模郡都市 6. ネトフェン (Netphen, 23,430) 中規模郡都市 7. ジーゲン (Siegen, 102,114) 大規模郡都市 町村 1. ブールバッハ (Burbach, 15,217) 2. エルンテブリュック (Erndtebrück, 6,973) 3. ノインキルヒェン (Neunkirchen, 12,909) 4. ヴィルンスドルフ (Wilnsdorf, 19,942) かっこ内の数値は2023年12月31日現在の人口である。 |

ヴィトゲンシュタイナー・ラントに属すエルンテブリュックおよび2つの温泉地バート・ベルレブルクとバート・ラースフェはヴィトゲンシュタイン郡から、ジーガーラントに属すその他の市町村はジーゲン郡から本郡に編入された。